# Jules Lemaître

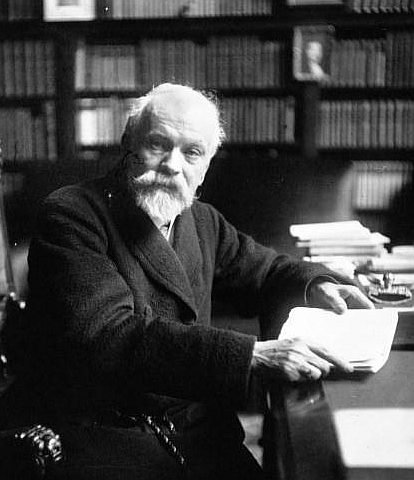
Jules Lemaître

Jules Lemaître (* 27. Februar 1853 in Vennecy, Département Loiret; † 5. August 1914 in Tavers) war ein französischer Schriftsteller, Dramatiker und Theaterkritiker.

## Biographie
Lemaître absolvierte seine Schulzeit an katholischen Privatschulen und kam erst 1872 an eine staatliche Schule, der École normale supérieure in Paris. Nach seinem Abschluss im Jahr 1875 wurde er Lehrer in Le Havre. Dort schrieb er 1879 bereits seinen ersten Artikel in der Revue bleue mit dem Titel Le mouvement poétique en France. 1880 wurde er nach Algier versetzt, von wo aus er sich 1882 an die Faculté des lettres in Besançon bewarb. Im selben Jahr wechselte er zu Faculté des lettres in Grenoble. 1883 dissertierte er über die französische Übersetzung Dancourts Corneille et la poétique de Aristote. Da seine Frau und sein Kind gestorben waren, kehrte er Grenoble den Rücken und er ging nach Paris.
1885 wurde Lemaître schlagartig bekannt. Er hatte Ernest Renans Werk in einem Artikel in der Revue bleue scharf angegriffen. In diesem Jahr schrieb er seinen ersten Artikel im Journal des débats und avancierte in der Folgezeit zum gefürchteten Kritiker. Zu seinem Hauptwerk gehören auch zahlreiche Theaterstücke. Sein erstes Stück, Révoltée, wurde 1889 im renommierten Odéon uraufgeführt. Bis 1910 verfasste er zwölf Bühnenstücke.
Lemaître wurde 1895 in die Académie française als Nachfolger von Victor Duruy aufgenommen. Er betätigte sich auch politisch und war 1899 Mitbegründer der konservativen Ligue de la patrie française, deren Vorsitz er bis 1904 innehatte. Ferner war er Offizier der Ehrenlegion.

## Gedichtbände
- Les Médaillons, poésies (1880)
- Petites Orientales, poésies (1883)

## Kritiken
- Impressions de théâtre. – Paris, 1888–96 (10 Bände, gesammelte Theaterkritiken, Neuausgabe: Editions Bibliopolis, 1998)
- Les contemporains. – Paris, 1885–96 (7 Bände, Sammlung der kritischen Essays aus dem Journal des Débats)
- L'Imagier, études et portraits contemporains (1892)
- Jean-Jacques Rousseau (1907)
- Jean Racine (1908)
- Fénelon (1910)
- Châteaubriand (1912)

## Theaterstücke
- Révoltée, Stück in vier Akten, Paris (1889)
- Le Député Leveau, Komödie in vier Akten (1890)
- Mariage blanc, Drama in 3 Akten (1891)
- Flipote, Komödie in drei Akten (1893)
- Le Pardon, Komödie in drei Akten (1895)
- L'Âge difficile, Komödie in drei Akten (1895)
- La Bonne Hélène, Komödie in zwei Akten (1896)
- L'Aînée, Komödie in vier Akten und fünf Bildern (1898)
- Bertrade, Komödie in vier Akten (1905)
- La Massière, Komödie in vier Akten (1905)
- Le Mariage de Télémaque, Komödie in fünf Akten und sechs Bildern (1910)
- Un salon (1924, posthum)

## Weitere Publikationen
- Sérénus, histoire d'un martyr. Contes d'autrefois et d'aujourd'hui (1886)
- Dix contes (1890)
- Les Rois, Roman (1893)
- La Franc-maçonnerie (1899)
- Contes blancs : la Cloche ; la Chapelle blanche ; Mariage blanc (1900)
- En marge des vieux livres, Geschichten (1905 et 1907)
- La Vieillesse d'Hélène. Nouveaux contes en marge (1914)